# Campo San Sebastian
Campo San Sebastian è un campo di Venezia, situato nel sestiere di Dorsoduro.

## Descrizione
Il campo, di forma irregolare, deve il suo nome all'importante chiesa rinascimentale di San Sebastiano, che vi sorge assieme al suo campanile, occupandone il lato più lungo.
Assieme alla chiesa, all'estremo est del campo si trovano le altre due architetture di maggiore rilevanza:
- Ponte San Sebastiano: unisce il campo alla fondamenta de san Basegio che collega l'area del ponte del Soccorso e di Ca' Zenobio degli Armeni con le Zattere.
- Ex Convento di San Sebastiano: l'edificio ottocentesco, oggi sede della facoltà di lettere e filosofia dell'Università Ca' Foscari, ha l'ingresso sul campo: il portale è di particolare rilevanza, essendo un progetto novecentesco di Carlo Scarpa, che vi reinserì l'antica statua quattrocentesca di san Sebastiano.

Immediatamente attiguo, a nord-ovest, è il campazzo San Sebastian interessato da un'edilizia abitativa di minor interesse architettonico, comunicante con il campo de l'Anzolo Rafael.